# Salmo nigripinnis
Salmo nigripinnis es una especie de pez de la familia Salmonidae en el orden de los Salmoniformes.

## Alimentación
Come principalmente plancton (especialmente Cladoceras) y pupas de quironómidos.

## Hábitat
Vive en zonas de  aguas dulces templadas.

## Distribución geográfica
Se encuentra en Irlanda.